# Jim Tillman
James Tillman, detto Jim (Rockingham, 19 agosto 1946 – Valparaíso, 4 marzo 2009), è stato un cestista statunitense, professionista in Italia per due stagioni con il Simmenthal Milano.

## Carriera
Iscritto alla Loyola University di Chicago, si mise in evidenza al suo terzo anno in NCAA quando venne inserito nel quintetto All American dopo aver segnato per due volte più di 40 punti e concluso la stagione con una media 24,7 punti per gara. L'anno successivo ottenne una media di 17,7 punti e 8,1 rimbalzi contribuendo alla qualificazione dei Loyola Ramblers alle finali NCAA, dove furono eliminati dagli Houston Cougars di Elvin Hayes.
Dopo essere stato selezionato dai Chicago Bulls al quinto turno del Draft NBA 1968, fu ingaggiato dal Simmenthal Milano. Nei due anni giocati nel campionato italiano si segnalò come miglior rimbalzista e stoppatore (490 rimbalzi e 150 stoppate in 44 partite), sopperendo alla sua bassa statura con notevoli doti atletiche. Segnò 349 punti nel suo primo anno e 462 (8º assoluto della Serie A) nel secondo, con un massimo di 27 punti in un vittorioso derby contro i rivali cittadini di All'Onestà in cui giocava il suo amico e connazionale Joe Isaac. Al termine del campionato 1969-70 la dirigenza milanese scelse di non confermarlo per l'anno successivo, sostituendolo con Art Kenney.
Nel 2008 l'Università di Loyola lo inserì nel suo miglior quintetto degli anni '60, con una cerimonia di premiazione nel corso di una partita alla Joseph J. Gentile Arena.